# Bebe

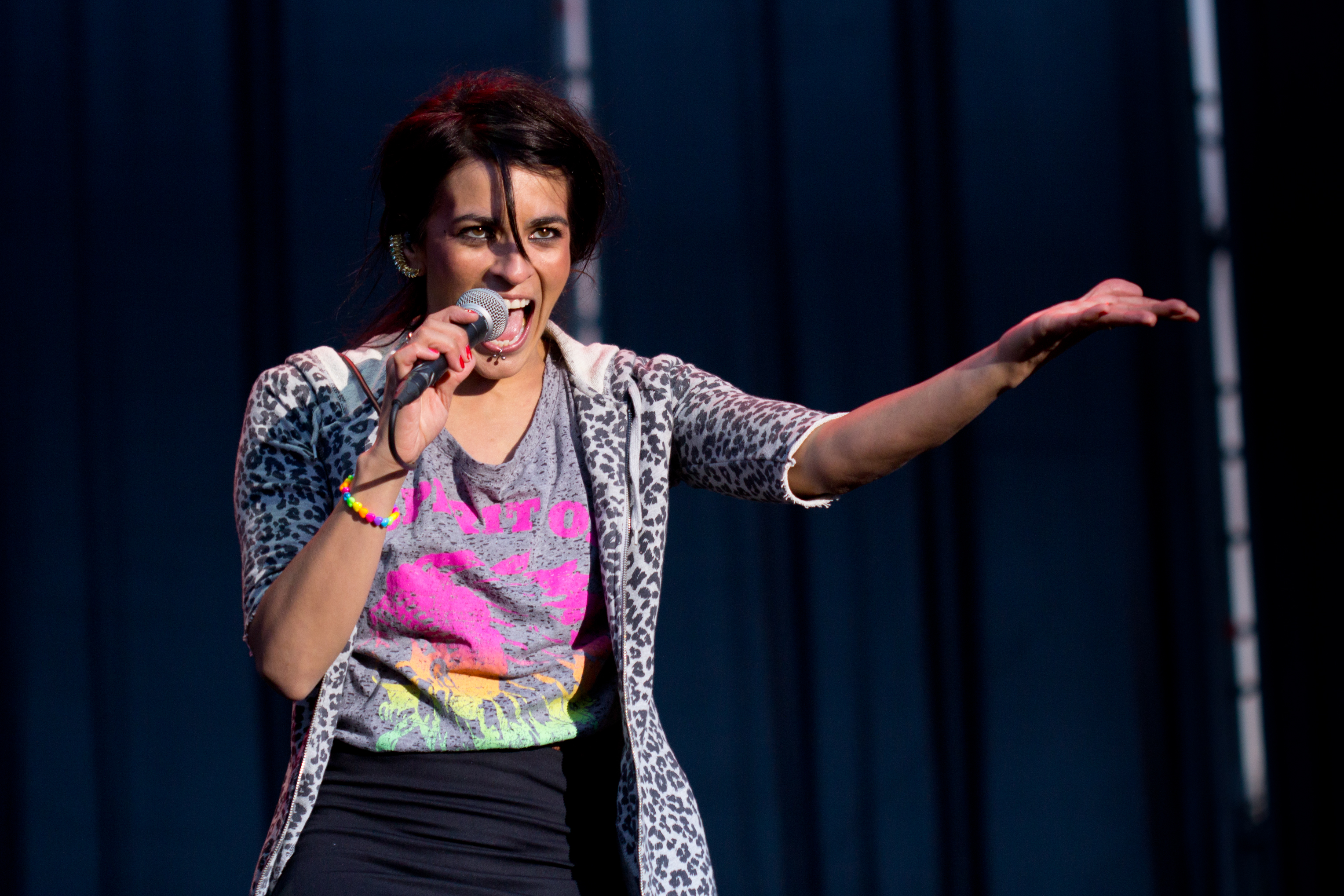
Bebe im Juli 2013

Bebe (* 9. Mai 1978 in Valencia als María Nieves Rebolledo Vila) ist eine spanische Sängerin und Schauspielerin.

## Leben
Bebe wuchs in San Vicente de Alcántara (Provinz Badajoz, Extremadura) in einer musikalischen Familie auf. Ihre Eltern waren Mitglieder der Folkband Suberina. 1996 ging sie nach Madrid, um Schauspiel zu studieren.
2004 veröffentlichte sie ihr Debütalbum Pafuera Telarañas in Spanien. International bekannt wurde sie im Jahr 2005 mit dem Gewinn des Latin Grammy Award in der Kategorie Bester neuer Künstler. Ihre erste Single Malo kam weltweit in die Charts. Außerdem trug sie mit Que nadie me levante la voz den Titelsong zur Sitcom Aida auf dem spanischen Sender Telecinco bei.
Als Schauspielerin hatte sie Rollen in verschiedenen spanischen Filmen, darunter Al sur de Granada (2002), La educación de las hadas (2006) und Caótica Ana (2006).
Sie gewann den Goya 2007 für den besten Filmsong („Tiempo pequeño“, aus dem Film La educacion de las hadas).

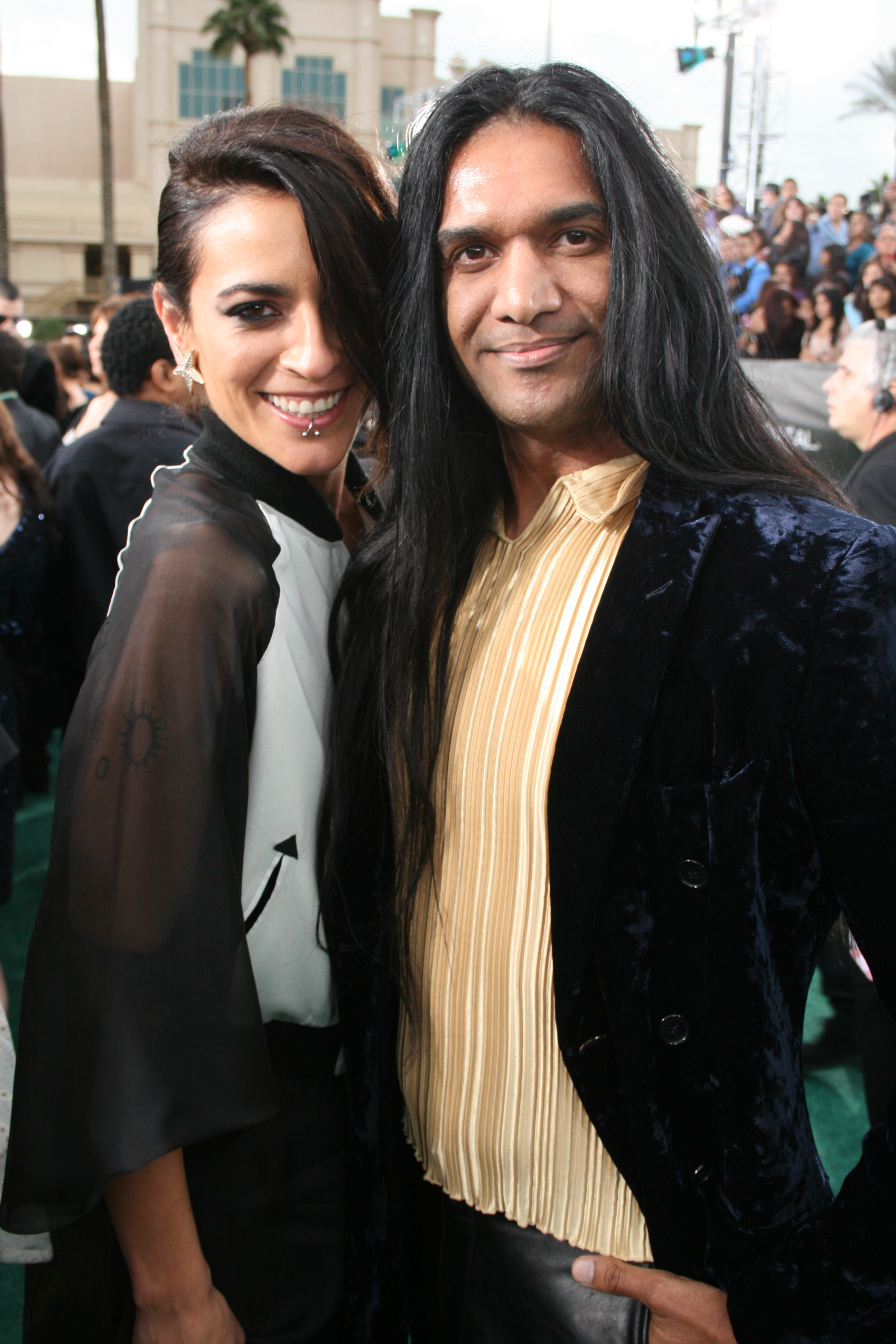
Bebe mit Anand Bhatt auf dem Premios Grammy Latinos im Jahre 2012.

## Diskografie

### Studioalben
| Jahr | Titel                 | Höchstplatzierung, Gesamtwochen, AuszeichnungChartplatzierungen (Jahr, Titel, Platzierungen, Wochen, Auszeichnungen, Anmerkungen) | Höchstplatzierung, Gesamtwochen, AuszeichnungChartplatzierungen (Jahr, Titel, Platzierungen, Wochen, Auszeichnungen, Anmerkungen) | Anmerkungen                           |
| Jahr | Titel                 | ES | Latin | Anmerkungen                           |
| ---- | --------------------- | --- | --- | ------------------------------------- |
| 2004 | Pafuera telarañas     | ES9 ×3Dreifachplatin · (150 Wo.)ES                                                                                                | Latin— PlatinLatin | Erstveröffentlichung: 10. Mai 2004    |
| 2009 | Y.                    | ES1 Platin · (63 Wo.)ES | — | Erstveröffentlichung: 29. Juni 2009   |
| 2012 | Un pokito de rocanrol | ES16 (13 Wo.)ES | — | Erstveröffentlichung: 6. Februar 2012 |
| 2015 | Cambio de piel        | ES4 (36 Wo.)ES | — | Erstveröffentlichung: 9. Oktober 2015 |

grau schraffiert: keine Chartdaten aus diesem Jahr verfügbar

### Singles
| Jahr | Titel Album                          | Höchstplatzierung, Gesamtwochen, AuszeichnungChartsChartplatzierungen (Jahr, Titel, Album, Platzierungen, Wochen, Auszeichnungen, Anmerkungen) | Anmerkungen         |
| Jahr | Titel Album                          | ES | Anmerkungen         |
| ---- | ------------------------------------ | --- | ------------------- |
| 2004 | Malo Pafuera telarañas               | ES2 (19 Wo.)ES |                     |
| 2004 | Ella Pafuera telarañas               | ES10 (2 Wo.)ES |                     |
| 2005 | Con mis manos Pafuera telarañas      | ES17 (1 Wo.)ES |                     |
| 2009 | Me fuí Y.                            | ES27 (16 Wo.)ES |                     |
| 2011 | K.I.E.R.E.M.E. Un pokito de Rocanrol | ES40 (1 Wo.)ES |                     |
| 2015 | Respirar Cambio de piel              | ES96 (1 Wo.)ES |                     |
| 2018 | Ficción Cambio de piel               | ES85 (7 Wo.)ES | mit Costa & Mygal X |

Weitere Singles
- 2009: La bicha
- 2009: Busco-me
- 2012: Adiós
- 2012: Me pintaré
- 2012: Mi guapo

## Musikvideos
Pafuera telarañas
- «Malo»
- «Ella»
- «Con mis manos»
- «Siempre me quedará»

Y.
- «Me fui»
- «Pa mi casa»
- «La bicha»

Un pokito de Rocanrol
- «K.I.E.R.E.M.E.»
- «Adiós»
- «Me pintaré»
- «Mi guapo»

## Auszeichnungen
- Premios Ondas 2004: Artista Revelación.
- Premio Mujer y medios de comunicación 2005.
- Premios de la Música 2005: Autor Revelación («Malo»), Artista Revelación (Pafuera telarañas), Mejor Álbum de Pop (Pafuera telarañas), Mejor Vídeo Musical (Joan Vallverdú - «Malo»).
- Premio Extremadura a la Creación 2005: Mejor obra producida por autor extremeño.
- Premios de la Música 2006: Nominada a Mejor Canción («Malo»), Nominada a Mejor Canción Electrónica («Corre»), Nominada a Mejor Arreglista y a Mejor Productor Artístico (Carlos Jean – Pafuera Telarañas), Nominada a Mejor Técnico de Sonido (José Luis Crespo – Pafuera Telarañas).
- European Border Breakers Awards 2006
- En 2005, Bebe ganó el Grammy Latino al Artista Revelación
- Premios MTV: Nominada a Mejor artista española.
- Premios Goya 2006: Nominada en la categoría de mejor actriz revelación por La educación de las hadas.
- Premios Goya 2006: Nominada en la categoría mejor canción original, por «Corre» 2005.
- En 2007, Bebe ganó un Premio Goya a la Mejor Canción Original por «Tiempo pequeño», de la película La educación de las hadas.
- En 2009 nominada en la 52 entrega de los Grammys como "mejor disco latino"
- En 2012 nominada en la 12 entrega de los Grammy Latino como álbum del año.

## Filmografie
- Caótica Ana – 2007
- La educación de las hadas – 2006
- Busco – 2006
- El oro de Moscú – 2003
- Al sur de Granada – 2003
- Entre cien fuegos (TV) – 2002